# Fuente de Pedro Naharro
Fuente de Pedro Naharro es un municipio español de la provincia de Cuenca, en la comunidad autónoma de Castilla-La Mancha. Tiene una población de 1269 habitantes (INE 2024).

## Geografía
Fuente de Pedro Naharro está situado a 93 km de Cuenca, la capital de la provincia, a 10 km de Tarancón y a 93 km de Madrid.

## Demografía
Fuente de Pedro Naharro cuenta con una población de 1269 habitantes (INE 2024).
| Gráfica de evolución demográfica de Fuente de Pedro Naharro entre 1842 y 2021                                                                                              |
| |
| Población de derecho según los censos de población del INE Población de hecho según los censos de población del INEEn este censo se denominaba Fuente de Pedro Narro: 1842 |

## Administración
| Periodo   | Nombre                   | Partido |
| --------- | ------------------------ | ------- |
| 1979-1983 | Carlos Torrijos Yunta    | PSOE    |
| 1991-1995 | Ángel Espada Santos      | PP      |
| 1995-1999 | Ángel Espada Santos      | PP      |
| 1999-2003 | Ángel Espada Santos      | PP      |
| 2003-2007 | Cándido Yunta Morales    | PSOE    |
| 2007-2011 | Cándido Yunta Morales    | PSOE    |
| 2011-2015 | Cándido Yunta Morales    | PSOE    |
| 2015-2019 | Cándido Yunta Morales    | PSOE    |
| 2019-2023 | Elena Clemente Fernández | PP      |
| 2023-act. | Elena Clemente Fernández | PP      |

## Servicios públicos
Fuente de Pedro Naharro cuenta con colegio, biblioteca, casa de cultura, guardería pública, piscina municipal, campo de fútbol, frontón, pádel y un pabellón inaugurado en 2010.

## Fiestas
Las fiestas patronales, en honor a Nuestra Señora de la Soledad, se celebran el tercer fin de semana de septiembre. Son especialmente conocidas por los tradicionales  Toros de Fuego que culminan la última noche con una gran Carretillada y son de los más espectaculares de la comarca. Tras la carretillada se da paso a la rueda de fuegos artificiales que rodean la ermita.
La fiesta más querida es la llamada galopeo, en la cual la gente se ensucia lo máximo posible, utilizando huevos, harina, tomate, colorante, etc. Además la fiesta consiste en recorrer un camino que rodea el pueblo, en el que también participa la banda, para darle más alegría. El galopeo se celebra la mañana del sábado de fiestas, y suele acudir todo el pueblo a participar en ella. Se recomienda llevar ropa vieja y comida para poder manchar a los demás.

## U.D. Fontense
En la temporada 2010/2011 el club U.D. Fontense tenía en competición equipos de fútbol sala en las categorías alevín, infantil, cadete y sénior, además de un equipo categoría cadete de baloncesto y de gimnasia rítmica en categorías infantil y alevín. El equipo sénior ha ganado cuatro temporadas consecutivas el campeonato provincial de fútbol sala (división 1.ª Autonómica).
Actualmente el equipo se encuentra en la categoría de primera autonómica de fútbol sala.